# Jöttünk, láttunk, visszamennénk
A Jöttünk, láttunk, visszamennénk (eredeti címén: Les visiteurs, azaz "A látogatók") egy nagy sikerű francia filmvígjáték, melyet Jean-Marie Poiré rendezett 1993-ban Jean Reno és Christian Clavier főszereplésével. A film két folytatást is megért, amelyek a Jöttünk, láttunk, visszamennénk 2. – Az időalagút és a 2016-ban leforgatott Jöttünk, láttunk, visszamennénk 3. – A Forradalom címeket viselik. 
A sikeren felbuzdulva Jean-Marie Poiré elkészítette a történet amerikai közönség számára készített, az amerikai ízlésre szabott változatát, amely eredeti nyelven a Just Visiting, magyar nyelven a Reszkess, Amerika!, címet kapta, és melynek cselekményét nagyrészt Chicagóba helyezték. Utóbbi alkotás sem kritikai, sem anyagi szempontból nem bizonyult sikeresnek, amely csalódás az eredeti sorozat 3. részének hosszas halasztásához vezetett.
DVD-forgalmazója a Best (Hollywood) (Kft).

## Rövid összefoglaló
A bátor és büszke lovag, Godefroy de Montmirail gróf (Jean Reno) és félkegyelmű fegyverhordozója, Jacques-Foches (a magyar fordítás szerint fonetikusan Zsákfos) egy balul elsült varázslat következményeként Kr.u. 1123-ból a 20. század kellős közepére csöppennek.

## Bemutatók
A film számos országot bejárt már.
| Bemutató helye            | Bemutató dátuma      |
| ------------------------- | -------------------- |
| Franciaország             | 1993. január 27.     |
| Németország               | 1993. május 20.      |
| Csehország                | 1993. június 17.     |
| Dél-Korea                 | 1993. július 3.      |
| Spanyolország             | 1993. szeptember 3.  |
| Svédország                | 1993. szeptember 10. |
| Dánia                     | 1993. szeptember 17. |
| Portugália                | 1993. október 8.     |
| Magyarország              | 1994. január 20.     |
| Egyesült Királyság        | 1994. február 4.     |
| Hollandia                 | 1994. június 30.     |
| Finnország                | 1994. július 22.     |
| Argentína                 | 1995. február 9.     |
| Amerikai Egyesült Államok | 1996. július 12.     |
| Ausztrália                | 1996. október 10.    |
| Izland                    | 2007. március 10.    |

## Szereposztás
| Szerep                                              | Színész           | Magyar hang (1. szinkron, 1993) |
| --------------------------------------------------- | ----------------- | ------------------------------- |
| Godefroy de Montmirail gróf                         | Jean Reno         | Berzsenyi Zoltán                |
| Jacques-Foches, a bolondos / Jacques-Henri Jacquard | Christian Clavier | Józsa Imre                      |
| Béatrice de Montmirail / Frénégonde de Pouille      | Valérie Lemercier | Kocsis Mariann                  |
| Ginette, hajléktalan lány                           | Marie-Anne Chazel | Pálos Zsuzsa                    |
| Jean-Pierre                                         | Christian Bujeau  | Sinkovits-Vitay András          |
| VI. (Kövér) Lajos                                   | Didier Pain       | Huszár László                   |
| Fabienne Morlot                                     | Isabelle Nanty    | Kiss Erika                      |
| Gibon főtörzsőrmester                               | Jean-Paul Muel    | Gruber Hugó                     |
| Jacqueline                                          | Ariel Semenoff    | Prókai Annamária                |
| Edgar Bernay                                        | Gérard Séty       | Buss Gyula                      |
| Edouard Bernay                                      | Michel Peyrelon   | Bitskey Tibor                   |
| Eusebius, a varázsló                                | Pierre Vial       | Peczkay Endre                   |
| Fulbert de Pouille herceg, Frénégonde apja          | Patrick Burgel    | Láng József                     |
| Boszorka                                            | Tara Gano         | Fodor Zsóka                     |
| Dr. Beauvin                                         | Jean-Pierre Clami | Maros Gábor                     |
| Étteremfőnök                                        | Didier Bénureau   | Várkonyi András                 |
| Atya                                                | François Lalande  | Dobránszky Zoltán               |

- További magyar hangok: Ábrahám Edit, Galbenisz Tomasz, Zalán János

## Díjak és jelölések
- César-díj  (1994) – Legjobb női alakítás: Valérie Lemercier
- César-díj  (1994) – Legjobb film jelölés: Jean-Marie Poiré
- César-díj  (1994) – Legjobb rendező jelölés: Jean-Marie Poiré
- César-díj  (1994) – Legjobb jelmeztervezés jelölés: Catherine Leterrier
- César-díj  (1994) – Legjobb vágás jelölés: Catherine Kelber
- César-díj  (1994) – Legjobb férfi alakítás jelölés: Jean Reno, Christian Clavier
- César-díj  (1994) – Legjobb forgatókönyv jelölés: Christian Clavier Jean-Marie Poiré